# Онекама (Мічиган)
Онекама (англ. Onekama) — селище (англ. village) в США, в окрузі Меністі штату Мічиган. Населення — 399 осіб (2020).

## Географія
Онекама розташована за координатами 44°21′56″ пн. ш. 86°12′8″ зх. д. / 44.36556° пн. ш. 86.20222° зх. д. (44.365632, -86.202220).  За даними Бюро перепису населення США в 2010 році селище мало площу 1,51 км², уся площа — суходіл.

## Демографія
Згідно з переписом 2010 року, у селищі мешкало 411 особа в 205 домогосподарствах у складі 114 родин. Густота населення становила 272 особи/км².  Було 338 помешкань (224/км²).
Расовий склад населення:
| - 96,6 % — білих - 1,2 % — корінних американців - 0,2 % — чорних або афроамериканців - 0,2 % — азіатів |

До двох чи більше рас належало 1,7 %. Частка іспаномовних становила 1,9 % від усіх жителів.
За віковим діапазоном населення розподілялося таким чином: 15,1 % — особи молодші 18 років, 56,4 % — особи у віці 18—64 років, 28,5 % — особи у віці 65 років та старші. Медіана віку мешканця становила 54,4 року. На 100 осіб жіночої статі у селищі припадало 82,7 чоловіків;  на 100 жінок у віці від 18 років та старших — 88,6 чоловіків також старших 18 років.
Середній дохід на одне домашнє господарство  становив 55 430 доларів США (медіана — 39 375), а середній дохід на одну сім'ю — 71 970 доларів (медіана — 59 500). Медіана доходів становила 60 000 доларів для чоловіків та 30 417 доларів для жінок. За межею бідності перебувало 16,7 % осіб, у тому числі 21,1 % дітей у віці до 18 років та 2,2 % осіб у віці 65 років та старших.
Цивільне працевлаштоване населення становило 192 особи. Основні галузі зайнятості: мистецтво, розваги та відпочинок — 28,1 %, освіта, охорона здоров'я та соціальна допомога — 21,4 %, виробництво — 17,7 %.